# Andrzej Bittel
Andrzej Bittel (ur. 1 grudnia 1973 w Warszawie) – polski prawnik, urzędnik państwowy i samorządowy, w latach 2016–2018 podsekretarz stanu w Ministerstwie Infrastruktury i Budownictwa, w latach 2018–2019 podsekretarz stanu, w latach 2019–2023 sekretarz stanu w Ministerstwie Infrastruktury.

## Życiorys
Ukończył studia prawnicze na Wydziale Prawa i Administracji Uniwersytetu Warszawskiego. Został także absolwentem studiów podyplomowych z zakresu zarządzania w administracji publicznej w Wyższej Szkole Przedsiębiorczości i Zarządzania im. Leona Koźmińskiego oraz podyplomowego studium europejskiego prawa samorządowego w Polskiej Akademii Nauk.
W wyborach samorządowych w 2002 bez powodzenia ubiegał się o mandat radnego warszawskiej dzielnicy Targówek z listy komitetu Inicjatywa Społeczna Wspólnota Samorządowa. W 2006 zajmował stanowisko burmistrza warszawskiej dzielnicy Wawer. W latach 2007–2010 był funkcjonariuszem Centralnego Biura Antykorupcyjnego. Zajmował stanowisko zastępcy burmistrza dzielnicy Ursynów (2010–2013) i zastępcy burmistrza dzielnicy Targówek (2013–2014). W wyborach samorządowych w 2014 uzyskał mandat radnego Targówka. W 2015 został naczelnikiem Wydziału Infrastruktury i Ochrony Środowiska w Starostwie Powiatowym w Pruszkowie. Został również wspólnikiem firmy konsultingowej i doradcą starosty pruszkowskiego do spraw programów inwestycyjnych, a także przewodniczącym Klubu Radnych Prawa i Sprawiedliwości w radzie dzielnicy Targówek.
20 września 2016 premier Beata Szydło powołała go na stanowisko podsekretarza stanu w Ministerstwie Infrastruktury i Budownictwa ds. transportu kolejowego. Po przekształceniach organizacyjnych w styczniu 2018 został podsekretarzem stanu w Ministerstwie Infrastruktury.
W wyborach samorządowych w tym samym roku został wybrany do Sejmiku Województwa Mazowieckiego. 4 czerwca 2019 przeszedł na stanowisko sekretarza stanu w dotychczasowym resorcie, obejmując dodatkowo funkcję pełnomocnika rządu ds. przeciwdziałania wykluczeniu komunikacyjnemu. W 2019 oraz 2023 bez powodzenia kandydował w wyborach do Sejmu. W grudniu 2023 zakończył pełnienie funkcji w administracji rządowej. W 2024 ponownie został radnym Targówka.

## Odznaczenia
- Złoty Krzyż Zasługi (2025)[16]

## Wyniki w wyborach ogólnopolskich
| Wybory | Komitet wyborczy | Komitet wyborczy       | Organ            | Okręg       | Wynik        |
| ------ | ---------------- | ---------------------- | ---------------- | ----------- | ------------ |
| 2019   |                  | Prawo i Sprawiedliwość | Sejm IX kadencji | nr 20       | 1566 (0,26%) |
| 2023   | Sejm X kadencji  | Prawo i Sprawiedliwość | nr 20            | 688 (0,09%) |              |